# Sizofiran
Sizofiran (shizofilan, SPG) je beta-glukan. On je polisaharid koji se sastoji od ponavljajućih β(1→3)-vezanih -glukoznih jedinicama sa povremenim β(1→6)-granama. To generiše veoma čvrstu strukturu trostrukog heliksa u vodi.